# Silberner Fußballschuh 1966

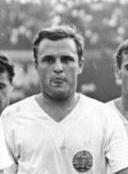
Jürgen Nöldner, 1966

Mit dem Silbernen Fußballschuh 1966 wurde zum vierten Mal der DDR-Fußballer des Jahres ausgezeichnet. Die Redaktion der Zeitschrift Die neue Fußballwoche hatte eine Umfrage unter Sportredaktionen von Zeitschriften und Zeitungen der DDR zur Wahl des besten Spielers der Saison 1965/66 durchgeführt, die auf Tippscheinen die sechs besten Fußballer mit Punkten (zehn Punkte für den Favoriten, für die weiteren Plätze absteigend sieben, fünf, drei, zwei und einen Punkt) bewertet hatten. Die höchste Gesamtpunktzahl erreichte Jürgen Nöldner, dem beim abendlichen Bankett nach dem Länderspiel gegen Chile am Samstag, den 2. Juli 1966 im Leipziger Hotel Astoria der silberne Fußballschuh als Fußballer des Jahres vom Fuwo-Chefredakteur Klaus Schlegel überreicht wurde.

## Ergebnis
| Rang | Name                    | Verein                   | Punkte |
| ---- | ----------------------- | ------------------------ | ------ |
| 01.  | Jürgen Nöldner          | FC Vorwärts Berlin       | 354    |
| 02.  | Dieter Erler            | FC Karl-Marx-Stadt       | 221    |
| 03.  | Herbert Pankau          | F.C. Hansa Rostock       | 162    |
| 04.  | Henning Frenzel         | 1. FC Lokomotive Leipzig | 121    |
| 05.  | Horst Weigang           | 1. FC Lokomotive Leipzig | 065    |
| 06.  | Roland Ducke            | FC Carl Zeiss Jena       | 064    |
| 07.  | Gerhard Körner          | FC Vorwärts Berlin       | 045    |
| 08.  | Otto Fräßdorf           | FC Vorwärts Berlin       | 023    |
| 09.  | Wolfgang Blochwitz      | 1. FC Magdeburg          | 021    |
| 10.  | Peter Ducke             | FC Carl Zeiss Jena       | 020    |
| 11.  | Manfred Walter          | BSG Chemie Leipzig       | 011    |
| 12.  | Bernd Bauchspieß        | BSG Chemie Leipzig       | 007    |
| 12.  | Klaus Thiele            | BSG Wismut Aue           | 007    |
| 14.  | Waldemar Mühlbächer     | BFC Dynamo               | 004    |
| 15.  | Dieter Engelhardt       | 1. FC Lokomotive Leipzig | 003    |
| 15.  | Friedrich-Wilhelm Göcke | BSG Wismut Aue           | 003    |
| 15.  | Peter Rock              | FC Carl Zeiss Jena       | 003    |
| 18.  | Werner Unger            | FC Vorwärts Berlin       | 002    |
| 18.  | Jürgen Croy             | BSG Motor Zwickau        | 002    |
| 18.  | Wolfgang Pfeifer        | SG Dynamo Dresden        | 002    |
| 18.  | Kurt Liebrecht          | BSG Lokomotive Stendal   | 002    |
| 22.  | Horst Walter            | HFC Chemie               | 001    |
| 22.  | Gerd Backhaus           | BSG Lokomotive Stendal   | 001    |

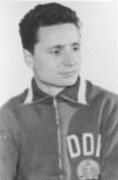
Dieter Erler, 1964
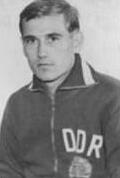
Herbert Pankau, 1964
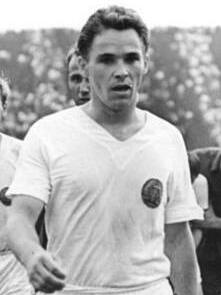
Henning Frenzel, 1966
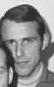
Horst Weigang, 1967
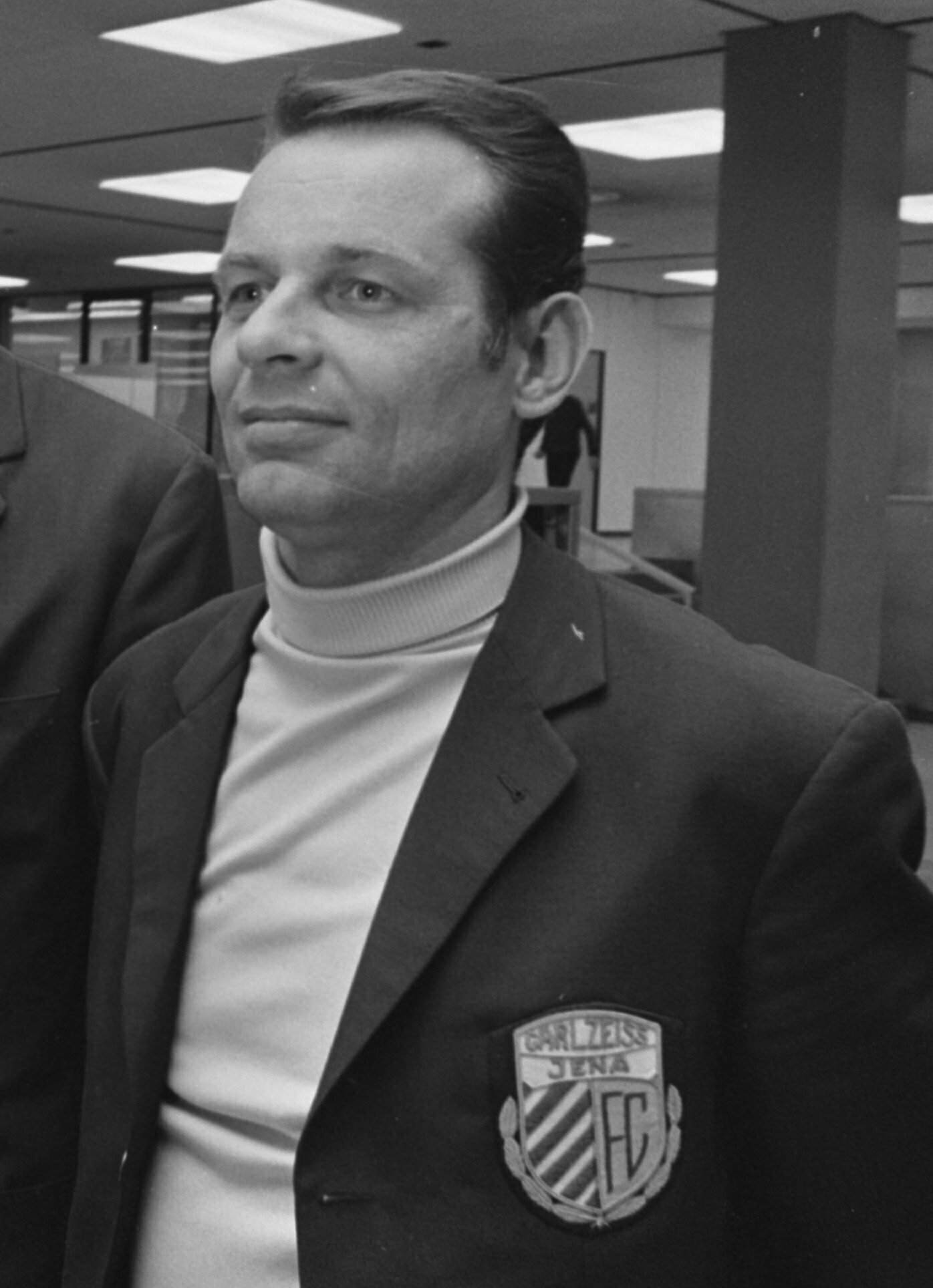
Roland Ducke, 1970
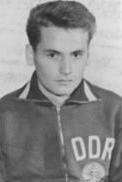
Gerhard Körner, 1964
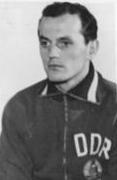
Otto Fräßdorf, 1964
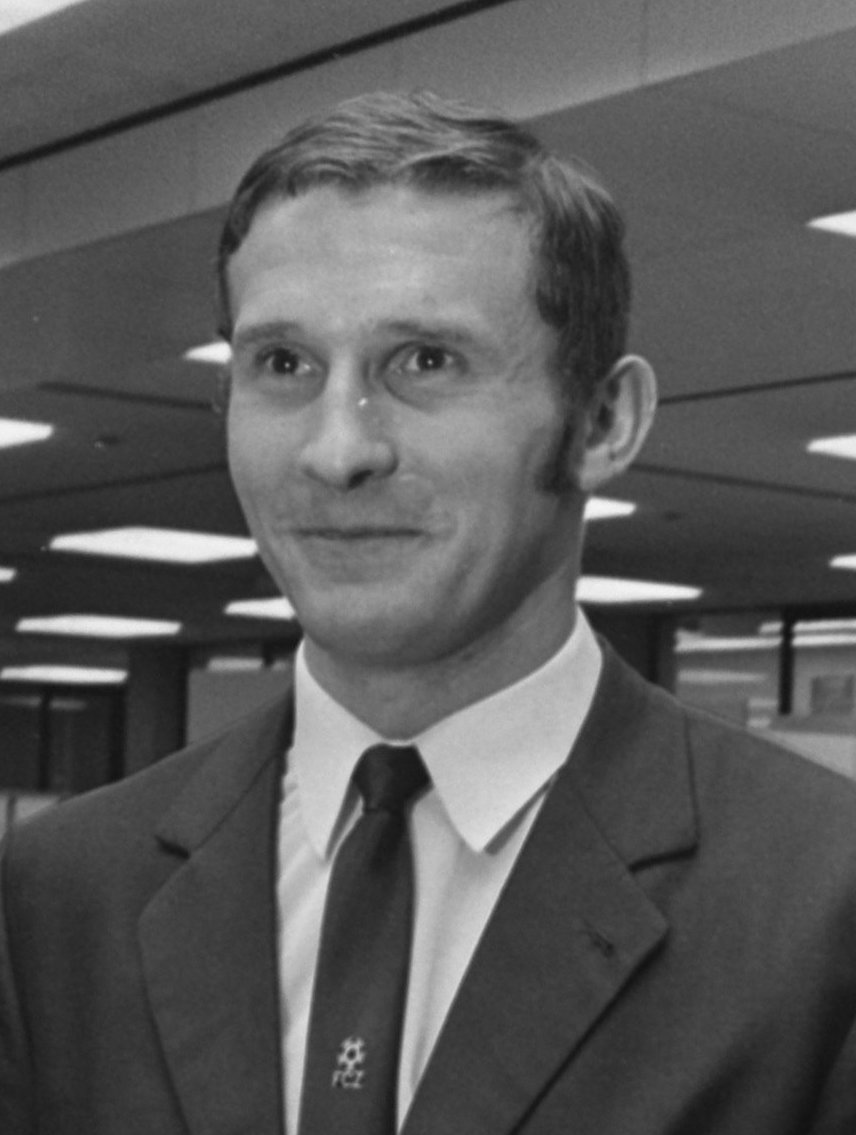
Wolfgang Blochwitz, 1970
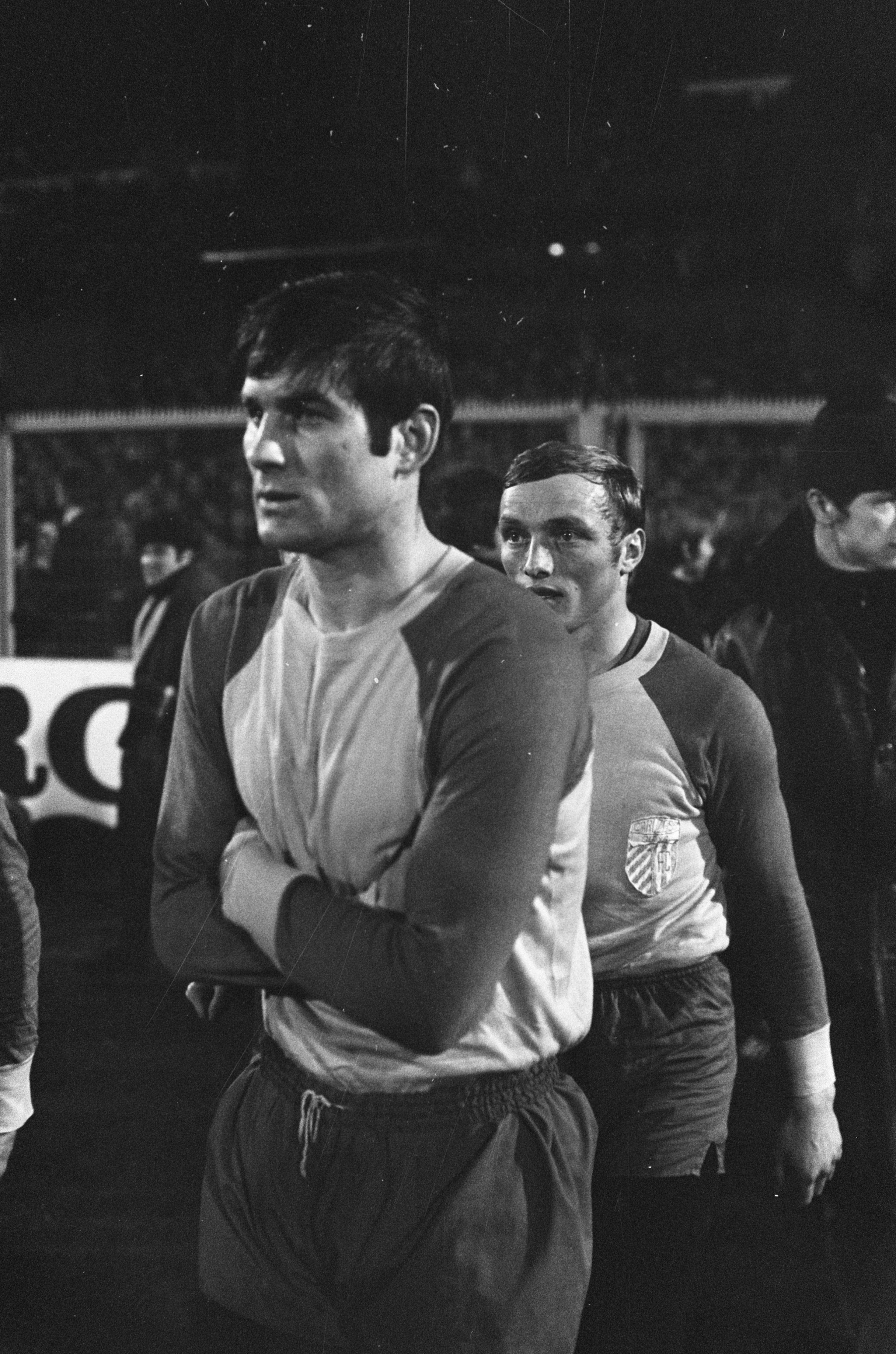
Peter Ducke, 1970